# NGC 1775
NGC 1775 је расејано звездано јато у сазвежђу Трпеза које се налази на NGC листи објеката дубоког неба.
Деклинација објекта је - 70° 25' 47" а ректасцензија 4h 56m 53,4s. Привидна величина (магнитуда) објекта NGC 1775 износи 12,6. NGC 1775 је још познат и под ознакама ESO 56-SC34.